# Cosmosoma sitiona
Cosmosoma sitiona är en fjärilsart som beskrevs av William Schaus 1911. Cosmosoma sitiona ingår i släktet Cosmosoma och familjen björnspinnare. Inga underarter finns listade i Catalogue of Life.